# Гамбийски плодояден прилеп
Гамбийският плодояден прилеп (Epomophorus gambianus), наричан също голям еполетен плодояден прилеп, е вид прилеп от семейство Плодоядни прилепи (Pteropodidae). Видът не е застрашен от изчезване.

## Разпространение и местообитание
Разпространен е в Бенин, Буркина Фасо, Гамбия, Гана, Гвинея, Гвинея-Бисау, Демократична република Конго, Етиопия, Камерун, Кот д'Ивоар, Либерия, Мали, Нигерия, Сенегал, Сиера Леоне, Того, Централноафриканска република, Чад и Южен Судан.
Обитава гористи местности, места със суха почва, влажни места, долини, савани, крайбрежия и плажове в райони с тропически и субтропичен климат, при средна месечна температура около 25,8 градуса.

## Описание
На дължина достигат до 15,9 cm, а теглото им е около 134,6 g.
Продължителността им на живот е около 7,8 години.